# 170P/Christensen
170P/Christensen è una cometa periodica appartenente alla famiglia delle comete gioviane. La cometa è stata scoperta il 17 giugno 2005 dall'astronomo statunitense Eric J. Christensen, il ritrovamento di immagini di prescoperta risalenti al 1997 ha permesso già dal 29 agosto 2005 la numerazione definitiva a tempo di record di questa cometa. Unica caratteristica di questa cometa è di avere una piccola MOID col pianeta Giove, fatto che rende possibili incontri tra i due corpi celesti sufficientemente ravvicinati da perturbare notevolmente l'orbita della cometa tanto da non poter escludere che in futuro la cometa si inserisca in un'orbita molto diversa da quella attuale.